# Die Gartenlaube
Die Gartenlaube Illustrirtes Familienblatt (later Illustriertes Familienblatt) was een Duits familietijdschrift.
Het was een voorloper van de tegenwoordige tijdschriften en het eerste grote succesvolle Duitse massacommunicatiemiddel. Gartenlaube is Duits voor een prieel; de uitgelezen plaats om onder het genot van koffie of thee een dergelijk tijdschrift te lezen.
Het blad verscheen vanaf 1853 en bereikte in 1876 een oplage van 382.000 exemplaren. Omdat Die Gartenlaube niet alleen thuis, maar ook in vele bibliotheken en cafés werd gelezen, wordt het totaal aantal lezers tijdens de hoogtijdagen op twee tot vijf miljoen geschat.
In het begin was de inhoud van het blad vooral moralistisch en onderhoudend. Van circa 1855 tot 1898 was het blad ook populair vanwege de daarin afgedrukte, onderhoudende  feuilletons, die doorgaans geen hoog literair niveau hadden. Later werd het soms de spreekbuis van de politiek, maar was het ook een opinietijdschrift. In 1916 kwam het blad in handen van mediamagnaat Alfred Hugenberg. Deze bracht het binnen de nationaalsocialistische invloedssfeer. Vanaf 1938 heette het blad nog Neue Gartenlaube, maar in 1944 kwam er een einde aan het tijdschrift.
Die Gartenlaube is een belangrijke Duitse cultuurhistorische bron.

## Bekende auteurs
- Alfred Edmund Brehm (1829–1884), zoöloog en schrijver
- Theodor Fontane (1819–1898), schrijver
- Paul Heyse (1830–1914), schrijver en Nobelprijswinnaar
- Friedrich Rückert (1788–1866), dichter en oriëntalist
- Ottilie Wildermuth (1817-1877), kinderboekenschrijfster